# Heinz Rehfuss
Heinz Julius Rehfuss (* 25. Mai 1917 in Frankfurt am Main als Heinz Julius Rehfuß; † 27. Juni 1988 in Buffalo) war ein deutsch-schweizerischer Opernsänger (Bassbariton), der später die US-amerikanische Staatsbürgerschaft annahm. Sein Name wird vor allem im Zusammenhang mit den Titelrollen in Don Giovanni und Boris Godunow, sowie Golaud in Pelléas et Mélisande genannt.

## Leben
Heinz Rehfuss wurde in Frankfurt am Main als Sohn des Baritons, Konzertisten und Lehrers Carl Rehfuß (1885–1946) und dessen Frau, der Altistin Florentine Rehfuss Peichert, geboren. Seine Jugend verbrachte er in Neuenburg, wo sein Vater am Konservatorium lehrte. Heinz Rehfuss hatte nur bei seinem Vater Unterricht. Sein Debüt hatte er 1938 am Städtebundtheater Biel-Solothurn als Chorsänger, auch sang er 1938–1939 als Solist in Luzern.
Von 1940 bis 1952 sang er am Zürcher Opernhaus, wo er an die 80 Rollen interpretierte. Ab 1952 gastierte er an Opernhäusern in ganz Europa, so auch an der Mailänder Scala, der Opéra National de Paris, der Wiener Staatsoper, der Bayerischen Staatsoper, dem Gran Teatre del Liceu in Barcelona, der Opéra de Monaco, dem Maggio Musicale Fiorentino, der Teatro La Fenice in Venedig und dem Edinburgh Festival um nur einige zu nennen. Er unternahm Konzerttourneen nach Amerika, Asien und Afrika. Er war nicht nur erfolgreich in dramatischen Rollen, sondern auch als Oratoriensänger, insbesondere als Bach-Interpret.
Heinz Rehfuß interpretierte und bearbeitete zeitgenössische Werke von Komponisten wie Strawinsky, Milhaud oder Britten. 1961 sang er in Venedig in der Uraufführung von Nonos Intolleranza 1960 und 1963 in derjenigen von Monsieur de Pourceaugnac von Frank Martin. In späteren Jahren unterrichtete Rehfuss an der State University of New York in Buffalo, New York, und amtete auch als Gastprofessor an der Eastman School of Music in Rochester, New York, und am Conservatoire de musique de Montréal.
Heinz Rehfuß starb in Buffalo, New York.

## Aufnahmen (Auswahl)
- Bach – Matthäuspassion – Hugues Cuénod, Heinz Rehfuss, Magda László, Hilde Rössel-Majdan, Petre Munteanu, Richard Standen, Akademie-Chor Wien, Orchester der Wiener Staatsoper, Hermann Scherchen (Westminster, 1953)
- Beethoven – Fidelio – Gladys Kuchta, Julius Patzak, Heinz Rehfuss, Melita Muszely, Erich Wenk, Karl Kümmel, Helmut Kretschmar, NDR Chor und Orchester, Carl Bamberger (TONO Zürich/Concert Hall, 1958) SMS-2120 Stereo
- Debussy – Pelléas et Mélisande – Suzanne Danco, Pierre Mollet, Heinz Rehfuss – Choeur et Orchestre de la Suisse Romande, Ernest Ansermet – (Decca, 1952)
- Gounod – Faust – Léopold Simoneau, Pierrette Alarie, Heinz Rehfuss – Vienna Opera Chorus, Vienna Festival Orchestra, Gianfranco Rivoli – (VAI, 1963)
- Gounod – Roméo et Juliette – Raoul Jobin, Janine Micheau, Heinz Rehfuss – Choeur et Orchestre de l’Opéra de Paris, Alberto Erede – (Decca, 1953)
- Mahler – Des Knaben Wunderhorn – Maureen Forrester, Heinz Rehfuss – Vienna Festival Orchestra, Felix Prohaska – (Vanguard, 1963)
- Mussorgski – Lieder und Tänze des Todes – (Decca, 1954)

## Filmaufnahmen
- 1956: Mozart – Le nozze di Figaro – Heinz Rehfuss, Marcella Pobbé, Rosanna Carteri, Nicola Rossi-Lemeni, Dora Gatta – Coro e Orchestra della RAI Milano, Nino Sanzogno – (Hardy Classics)
- 1956: Fidelio (Gesang)